# Столяров, Григорий Арнольдович
Григо́рий Арно́льдович Столяро́в (8 (20) мая 1892, Одесса, Российская империя — 14 сентября 1963, Москва, СССР) — советский дирижёр, педагог. Заслуженный деятель искусств Казахской ССР (1947), профессор (1947).

## Биография
Родился 8 (20) мая 1892 года в Одессе в семье музыканта. Учился игре на скрипке у профессора Петра Соломоновича Столярского, а затем в Музыкальном училище Императорского Русского музыкального общества у профессора Александра Петровича Фидельмана. В 1908 году поступил в Петербургскую консерваторию, которую окончил в 1915 году с дипломом «свободного художника» по классу скрипки Ауэра Леопольда Семёновича, дирижирования Николая Николаевича Черепнина и инструментовки Александра Константиновича Глазунова.
В 1915—1919 годах гастролировал с провинциальными симфоническими оркестрами, тогда же работал в петроградском театре «Ренессанс». В 1919—1929 годах главный дирижёр Одесского театра оперы и балета, вёл симфонические программы в Одесской филармонии. В 1923—1929 также ректор и профессор Одесской консерватории по классу дирижирования и оперному классу.
В 1930—1938 годах был главным дирижёром в Московском музыкальном театре имени Немировича-Данченко. Совместно с Владимиром Ивановичем Немировичем-Данченко работал над постановками опер «Травиата», «Сорочинская ярмарка», «Чио-Чио-сан», «Тихий Дон» и других. Одной из наиболее примечательных премьер тех лет была опера «Леди Макбет Мценского уезда» Дмитрия Дмитриевича Шостаковича, которая укрепила творческие взаимоотношения Шостаковича со Столяровым. Вместе они играли Концерт для фортепиано с оркестром Шостаковича, а в дальнейшем Григорий Арнольдович часто дирижировал его симфониями (Пятой, Седьмой), получая от композитора партитуры с дарственными надписями.
С 1934 года работал в Московской консерватории. Его пригласили возглавить оркестры консерватории, однако вскоре он стал дирижёром и Московской оперной студии имени С. Т. Шацкого. За годы работы подготовил более 140 спектаклей, включая такие как «Евгений Онегин», «Русалка», «Царская невеста», «Севильский цирюльник», «Фауст» и другие. С 1936 года Столяров был назначен деканом дирижёрского факультета, заведующим кафедры оперной подготовки, профессором класса дирижирования. Среди его учеников много известных музыкантов: заслуженный деятель искусств РСФСР Иван Васильевич Петров, автор музыки Гимна Узбекистана Муталь Музаинович Бурханов и многие другие. В 1940—1941 был заместителем директора консерватории (Александра Борисовича Гольденвейзера). С началом Великой Отечественной войны часть преподавателей консерватории выехали в Нальчик и Пензу, а оставшиеся начали 1 сентября 1941 года занятия в Москве. В октябре 1941 было принято решении об их эвакуации в Саратов. Этой группой руководил Столяров, назначенный исполняющим обязанности директора консерватории. В 1943 году он оставил работу в Московской консерватории.
В 1944—1945 годах работал дирижёром Белорусского оперного театра. В 1945 уехал в Алма-Ату, где до 1948 года дирижировал в Академическом театре оперы и балета. Преподавал в Алма-Атинской консерватории.
В 1948 году вернулся в Москву. Здесь до 1954 года дирижировал оркестрами на Всесоюзном радио, преподавал в Высшем училище военных дирижеров Советской Армии. В 1954—1958 годах был художественным руководителем Эстрадно-симфонического оркестра Всесоюзного радио. Также с 1954 года главный дирижёр Московского театра оперетты. В эти же годы Григорий Столяров вёл неофициальную педагогическую деятельность, занимаясь с молодыми дирижёрами, в том числе с Максимом Дмитриевичем Шостаковичем.
Умер в Москве 14 сентября 1963 года, похоронен на Новодевичьем кладбище.